# Radio Hit
Radio Hit je slovenska komercialna radijska postaja. Redno je začel oddajati 1. aprila 1993 na frekvenci 95,6 MHz. Oddaja tudi na 90,2 MHz in 107,0 MHz. 
Zadnja leta je radiu padla poslušanost in dobiček. S položaja sta pogram izrinila Radio 1 in Aktual ter ostali. Lastnika družbe Radio Domžale (ki je tudi lastnik Radia Capris) so bremenili dolgovi in posledično je jeseni leta 2016 šel na zahtevo SAZAS-a v stečaj. Lastnica Radia hit je od leta 2024 HERTA Kosmina (Biostile) 

## Nagrade
Radio Hit je v letih 2005 in 2006 osvojil viktorja za najboljšo radijsko postajo. Leta 2005 je Viktorja za najboljšega radijskega voditelja prejel Robert Pečnik - Pečo, leta 2006 Špela Močnik, leta 2007 pa Matej Špehar - Racman.

## Nekdanji voditelji
- Barbara Bergant
- Aida Budimlič
- Jaka Peterka
- Renata Smešnjavec (Renata vas šlata) (Don Sergove zgodbe, jutr je Frejdej, Nedeljsko popoldne z Renato) še vedno aktivna v radijskem poslu, snema oglasna sporočila, ureja spletno stran Radia hit. (1994–2025)
- Rudi Sieger
- Žana Vidmar
- Grega Javornik (Hitova Budilka)
- Taya Damjan (Hit v Službi)
- Dare Cedilnik - DJ Dee (Hitova Izmena)
- David Tupy - Princ Valliant
- Aleksandra Nabernik - Alex
- Alenka Oldroyd - Reza
- Andrej Planinšec - Hemi
- Andrej Todorovič - Tody
- Andreja Kmetič
- Betka Šuhelj
- Boštjan Mišič
- Boštjan Strnad - Zlobec
- Dijana Galič
- Don Sergio
- Gašper Bolhar
- Gregor Trebušak
- Gregor Žvab
- Janez Gliha - Djoni
- Janez Hvale - Fonzl
- Jerica Zupan
- Matej Špehar - Racman
- Matjaž Lovše - DJ Pikec
- Metka Tušar - Meta
- Miha Orešnik
- Mirjam Kepic
- Nataša Rainer - Tanaša
- Nati Vasle
- Nejc Kruger
- Pia Pustovrh
- Primož Popelar - Popi
- Robert Glač
- Robert Pečnik - Pečo (1994 – september 2012)
- Rok Pečečnik
- Roman Jug
- Sebastjan Kepic
- Simoneta Šoštarec (1996–1999)
- Špela Kleinlercher
- Špela Močnik (2004–2010)
- Tadej Vasle - Vaso
- Urška Ambrož